# Guido Piovene
Pour les articles homonymes, voir Piovene (homonymie).
Guido Piovene est un écrivain et journaliste italien né à Vicence le 27 juillet 1907 et mort à Londres le 12 novembre 1974 .

## Biographie
Guido Piovene obtient le prix Strega en 1970 pour Le stelle fredde (Les Étoiles froides).

## Œuvres traduites en français
- Lettres d’une novice [« Lettere di una novizia »], trad. de Georges Petit, Paris-Bruxelles, France-Belgique, Éditions Charles Dessart, 1944, 224 p. (BNF 32531977)
  - La Novice [« Lettere di una novizia »], trad. de Michel Arnaud, Paris, Éditions Denoël, 1949, 232 p. (BNF 32531978) - rééd. Arléa, 2012  (ISBN 978-2-36308-000-4)
- Pitié contre pitié [« Pietà contro pietà »], trad. de Suzanne Hotelier et Paul-Henri Michel, Paris, Éditions Robert Laffont, coll. « Pavillons », 1947, 319 p. (BNF 32531980)
- La Gazette noire [« La Gazzetta nera »], trad. de Marie Canavaggia, Paris, Éditions Robert Laffont, coll. « Pavillons », 1949, 291 p. (BNF 32531976)
- L’Amérique. Cette inconnue [« De America »], trad. de Claude Poncet, avec René Tavernier, Paris, Éditions Flammarion, coll. « La Rose des vents », 1954, 397 p. (BNF 35775022)
- Voyage en Italie [« Viaggio in Italia »], trad. de Claude Poncet, Paris, Éditions Flammarion, 1958, 652 p. (BNF 32531983)
- Les Furies [« Le Furie »], trad. de Michel Arnaud, Paris, Éditions Grasset et Fasquelle, 1965, 359 p. (BNF 33137174)
- Les Étoiles froides [« Le stelle fredde »], trad. de Jean-Noël Schifano, Paris, Éditions Grasset et Fasquelle, 1971, 199 p. (BNF 35212142)

## Adaptation cinématographique
- La Novice [« Lettere di una novizia »], d’Alberto Lattuada, avec Pascale Petit, Massimo Girotti, Jean-Paul Belmondo, 1960